# Liste der denkmalgeschützten Objekte in Rußbach am Paß Gschütt
Diese Liste der denkmalgeschützten Objekte in Rußbach am Paß Gschütt enthält die denkmalgeschützten, unbeweglichen Objekte der Gemeinde Rußbach am Paß Gschütt.

## Denkmäler
| Foto |                 | Denkmal                                                    | Standort                                   | Beschreibung | Metadaten |
| ---- | --------------- | ---------------------------------------------------------- | ------------------------------------------ | --- | --- |
| ja   | Datei hochladen | Wegkapelle HERIS-ID: 36546 Objekt-ID: 35527                | gegenüber Gseng 12 Standort KG: Rußbach    | | BDA-Hist.: Q37970592 Status: Bescheid Stand der BDA-Liste: 2025-06-30 Name: Wegkapelle GstNr.: 794                                                    |
| ja   | Datei hochladen | Grenzstein HERIS-ID: 9040 Objekt-ID: 5006                  | Passhöhe Pass Gschütt Standort KG: Rußbach | Der Grenzstein am Pass Gschütt zeigt das Wappen des Landes Salzburg und die Jahresangabe 1587. | BDA-Hist.: Q38026209 Status: § 2a Stand der BDA-Liste: 2025-06-30 Name: Grenzstein GstNr.: 354                                                        |
| ja   | Datei hochladen | Kath. Pfarrkirche hl. Kreuz HERIS-ID: 9033 Objekt-ID: 4999 | Standort KG: Rußbach                       | Die dem Stift Sankt Peter inkorporierte Pfarrkirche steht nach Norden ausgerichtet in der Ortsmitte. Die Kirche wurde von 1859 bis 1860 nach den Plänen des Baumeisters Bergmann erbaut und 1903 zur Pfarrkirche erhoben. | BDA-Hist.: Q16855668 Status: § 2a Stand der BDA-Liste: 2025-06-30 Name: Kath. Pfarrkirche hl. Kreuz GstNr.: 998 Heilig Kreuz (Rußbach am Paß Gschütt) |